# Phare de Southwest Ledge

Le phare de Southwest Ledge (en anglais : Southwest Ledge Light), est un phare offshore du Long Island Sound marquant le canal d'entrée principal du port de New Haven dans le comté de New Haven, au Connecticut.
Ce phare est inscrit au Registre national des lieux historiques depuis le 29 mai 1990 sous le n° 89001475.

## Historique
La construction du phare Southwest Ledge a commencé en 1873 et s'est terminée en 1877. Il a été l'un des premiers à être construit sur une fondation en caisson cylindrique, une innovation du major George H. Elliot pour lutter contre le glissement de la glace qui est considéré comme très important dans la conception des phares. La superstructure initialement prévue pour cette lumière a été exposée à l'Exposition universelle de 1876 à Philadelphie. Afin de terminer plus rapidement la lumière, une superstructure en double avait été construite et installée à ce phare. La maison d'origine est restée à l'exposition jusqu'à sa fermeture, puis a été utilisée pour le phare de Ship John Shoal dans la baie de la Delaware.
La fondation du phare a été renforcée en 1911 et des grues à bateaux (dont il ne reste plus que des fondations) ont été ajoutées dans les années 1930 pour en faciliter l'accès. Le phare a été automatisé en 1973 et demeure une aide active à la navigation. Il a été mis en vente en août 2016 et a été vendu au Dr Casey Jordan de Beacon Preservation, Inc., en septembre 2016.
Le phare est situé à l'extrémité sud-ouest d'un brise-lames du côté est du chenal principal menant au port de New Haven. Le brise-lames a été construit sur une formation rocheuse sous-marine pour laquelle le phare a été initialement construit comme avertissement. Le phare se compose d'une structure à trois étages, qui est montée sur une structure circulaire en fer sertie de béton entourée d'enrochements. La structure est de forme octogonale, avec un balcon ouvert et une balustrade autour de son niveau principal, soutenu par de grands supports métalliques. Il est recouvert d'un toit mansardé, au-dessus duquel s'élève la lanterne. La salle de lanterne est également entourée d'une balustrade et est couverte par un toit en forme de cloche. Le style architectural du bâtiment est Second Empire, avec des encadrements de fenêtres, des avant-toits et des lucarnes à arc rond dans le toit. La plupart de ces pièces sont en fonte et les chambres intérieures sont encadrées de bois.

## Description
Le phare  est une tour octogonale en fonte, avec galerie et lanterne, de 14 m de haut, comprenant les quartiers de gardien. La tour est peinte en blanc, la lanterne est noire et le caisson est aussi noir.
Il émet, à une hauteur focale de 17 m, un bref éclat rouge de 0,5 seconde par période de 5 secondes. Sa portée est de 13 milles nautiques (environ 24 km). Il est équipé d'une corne de brume émettant un souffle de 2 secondes par période de 15 secondes.

## Caractéristiques dufeu maritime
Fréquence : 5 secondes (R)
- Lumière : 0,5 seconde
- Obscurité : 4,5 secondes

Identifiant : ARLHS : USA-778 ; USCG :  1-21210 ; Amirauté : J0780.

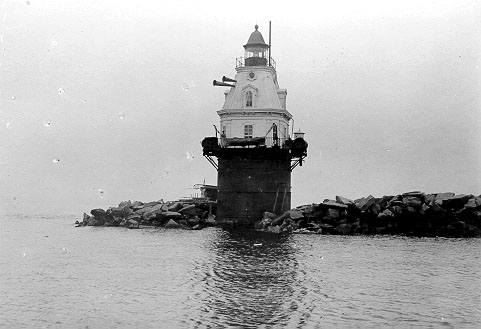
Le phare (photo USCG)
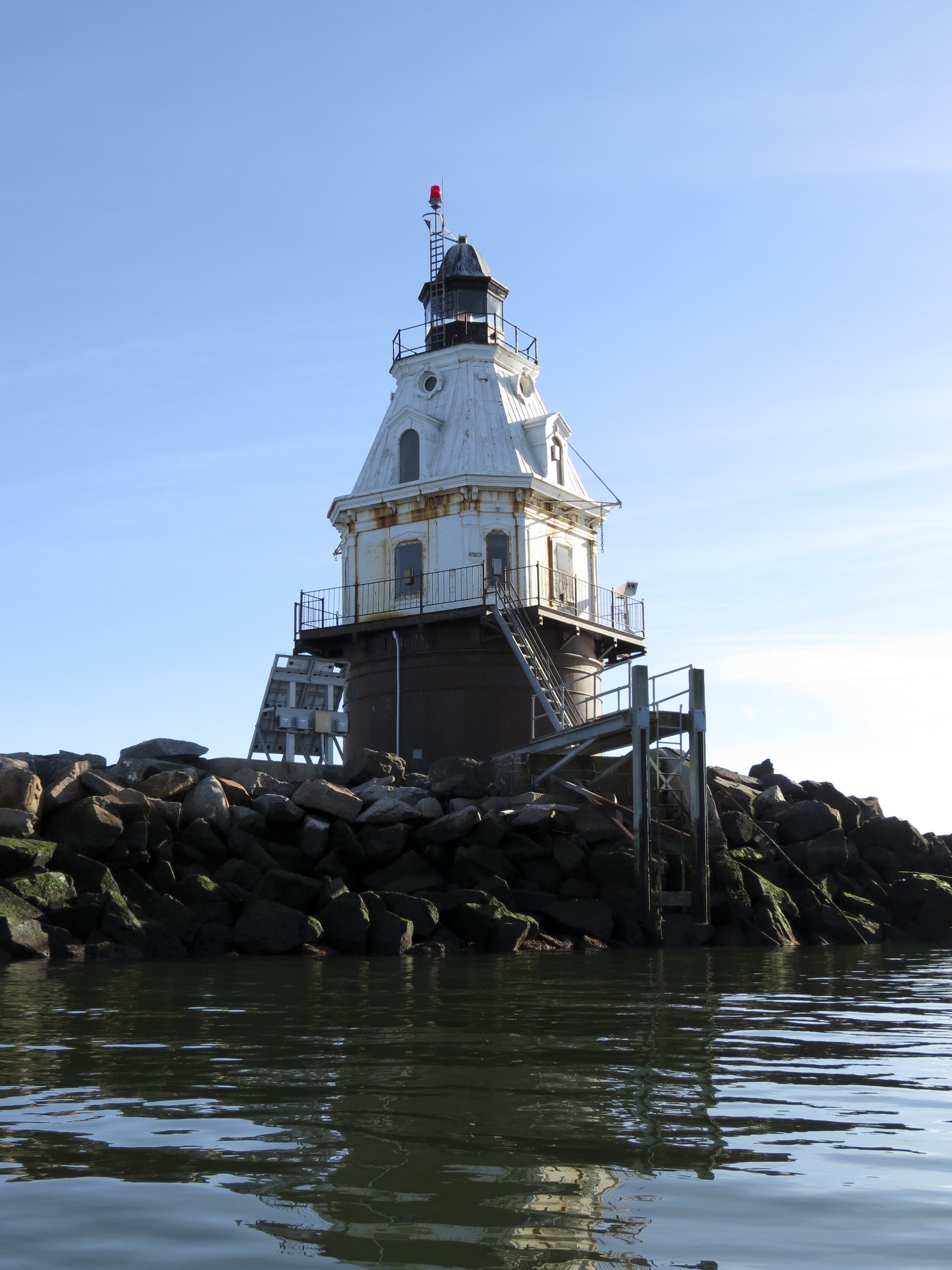
Le phare

### Lien connexe
- Liste des phares du Connecticut